# Стадион Силвио Пиола (Новара)
Стадион Силвио Пиола (итал. Stadio Silvio Piola) је фудбалски стадион у Новари, Италија. На њему своје домаће утакмица игра ФК Новара.

## Историја
Отворен је 18. јануара 1976, након што је Новара напустила бивши општински стадион у улици Алкароти. У почетку се генерално звао стадион Авенија Кенеди (Viale Kennedy; по улици у којој се налазио), а око 22 године касније, 23. октобра 1997. стадион је назван по Силвију Пиолију, који је годину раније преминуо.
Стадион је до 2010. имао капацитет од само 7.500, као и проблеме са одрживости неких сектора стадиона и неиспуњавања безбедносних стандарда.
Реновација и проширење у лето 2010. (након уласка Новаре у Серију Б) је довела до замене травнате подлоге, тада у лошем стању због влажне климе, са вештачком травом (први међу теренима Серија А и Б). Тада су све трибине обновљене, проширен простор за штампу, па је капацитет стадиона након те реконструкције повећан на око 10.000.
У јуну 2011, након уласка Новаре у Серију А, почели су радови на сређивању и проширењу стадиона изградњом две трибине, а стадион ће након тога имати капацитет од 17.875. места.